# A8 (Ivoorkust)
De A8 of Route nationale 8 (A8) is een autoweg in Ivoorkust, die loopt van Duékoué in het westen van het land tot Kotobi in het oosten. De weg is 710 km lang. 
De weg verbindt in een grote boog naar het noorden van oost naar west de autowegen A6 (bij Duékoué), A7 (bij Man), A5 (bij Séguéla), A3 (bij Bouaké) en A4 bij Kotobi.
De weg heeft bruggen over de rivieren Nzo, Sassandra, Bandama en N'zi.